# Chernobyl (miniserie)
Chernobyl är en brittisk-amerikansk miniserie i fem avsnitt, skapad och skriven av Craig Mazin och regisserad av Johan Renck. Serien skildrar kärnkraftsolyckan i Tjernobyl, som inträffade i Sovjetunionen i april 1986, och dess omedelbara följder.
Det är en samproduktion mellan HBO och det brittiska TV-bolaget Sky, och premiärvisades på HBO den 6 maj 2019.

## Handling
Chernobyl skildrar i dramadokumentärens form kärnkraftsolyckan som inträffade i Sovjetunionen i april 1986 och avslöjar hur och varför det hände och berättar historierna om de människor som deltog och dog i olika uppdrag för att förhindra spridningen av radioaktivitet, samt Sovjetunionens försök att dölja olyckan.
Chernobyl är i första hand baserad på minnena från olika invånare av den evakuerade staden Prypjat, som skildras av den vitryska nobelpristagaren Svetlana Aleksijevitj i sin bok Bön för Tjernobyl, men också många andra källor som till exempel vetenskapsmannen Valerij Legasovs analyser samt IAEA:s utredningar.

## Rollista

### Huvudroller
- Jared Harris − Valerij Aleksijevitj Legasov, förste biträdande direktör vid Kurtjatovinstitutet för atomenergi och en del av gruppen som undersöker Tjernobylkatastrofen.[5]
- Stellan Skarsgård − Boris Jevdokimovitj Sjerbina, vice regeringschef för ministerrådet och bränsle- och energiminister. Han får order av Kreml att leda regeringskommissionen i Tjernobyl efter att katastrofen inträffade.[6]
- Emily Watson − Uljana Jurevna Chomjuk, kärnfysiker vid Vitryska kärnenergi-institutet i Minsk. Chomjuk är en påhittad rollfigur som enligt Watson "representerar de många forskarna som arbetade modigt och riskerade sina liv för att hjälpa till att lösa situationen".[6][7]
- Paul Ritter − Anatolij Djatlov, biträdande chefsingenjör vid Tjernobyls kärnkraftverk.[8]
- Jessie Buckley − Ljudmila Ignatenko, Vasilij Ignatenkos fru.[8]
- Adam Nagaitis − Vasilij Ignatenko, en 25-årig brandman som bor i Prypjat.
- Con O'Neill − Viktor Brjuchanov, chefen för Tjernobyls kärnkraftverk.[8]
- Adrian Rawlins − Nikolaj Fomin, chefsingenjören vid Tjernobyls kärnkraftverk.[8]
- Sam Troughton − Aleksandr Akimov, nattbesättningens skiftledare.
- Robert Emms − Leonid Fedorovitj Toptunov, chefsingenjör med ansvar för reaktorstyrning.
- David Dencik − Michail Gorbatjov, generalsekreterare i Sovjetunionens kommunistparti.
- Mark Lewis Jones − Generalöverste Vladimir Pikalov, befälhavare för Sovjetunionens kemiska styrkor.
- Alan Williams − Aleksandr Charkov, vice KGB-ordförande.
- Alex Ferns − Glukhov, gruvarbetarnas arbetsledare.
- Ralph Ineson − Generalmajor Nikolaj Tarakanov, befälhavare för likvidatorerna.
- Barry Keoghan − Pavel, en civilist som rekryteras till att bli en likvidator.
- Fares Fares − Bacho, en georgisk soldat som tränar Pavel.
- Michael McElhatton − Andrej Stepasjin, åklagaren för rättegången mot Djatlov, Brjuchanov och Fomin.

### Återkommande
- Adam Lundgren − Vyacheslav Brazjnik, turbinoperatör vid Tjernobyl.
- Karl Davies − Viktor Proskurjakov, SIUR-praktikant vid Tjernobyl.
- Donald Sumpter − Zjarkov, medlem av Prypjats verkställande utskott.
- Nadia Clifford − Svetlana Zintjenko, en läkare som behandlar Vasilij Ignatenko och andra med strålningssjukdom.
- Jamie Sives − Anatolij Sitnikov, en fysiker vid Tjernobyl som blir utskickad för att inspektera den exploderade kärnan.
- Billy Postlethwaite − Boris Stoljartjuk, kontrollingenjör i enhet 4.

### Gästroller
- Jay Simpson − Valerij Perevoztjenko, reaktorsektionens förman.
- Michael Colgan − Mikhail Sjtjadov, kolindustriminister.
- James Cosmo − Gruvarbetare.
- Hilton McRae − Milan Kadnikov, domaren som håller rättegången av Djatlov, Brjuchanov och Fomin.
- Kieran O'Brien − Valerij Chodemtjuk, cirkulationspumpoperatör från nattbesättningen på Tjernobyl.
- Alexej Manvelov - Garo, likvidator.

## Avsnitt
| Nr i serien | Titel                          | Regissör    | Manus       | Originalvisning | Tittarsiffror (miljoner) |
| ----------- | ------------------------------ | ----------- | ----------- | --------------- | ------------------------ |
| 1           | "1:23:45"                      | Johan Renck | Craig Mazin | 6 maj 2019      | 0.756                    |
| 2           | "Please Remain Calm"           | Johan Renck | Craig Mazin | 13 maj 2019     | 1.004                    |
| 3           | "Open Wide, O Earth"           | Johan Renck | Craig Mazin | 20 maj 2019     | 1.063                    |
| 4           | "The Happiness of All Mankind" | Johan Renck | Craig Mazin | 27 maj 2019     |                          |
| 5           | "Vichnaya Pamyat"              | Johan Renck | Craig Mazin | 3 juni 2019     |                          |